# NGC 6425
NGC 6425 ist ein offener Sternhaufen im Sternbild Skorpion und hat eine Winkelausdehnung von 10,0' und eine scheinbare Helligkeit von 7,2 mag. Er wurde am 3. August 1834 von John Herschel entdeckt und wird auch als OCL 1033, ESO 455-SC8 bezeichnet.